# السيلة (يريم)

تعديل مصدري - تعديل

السيلة محلة تابعة لقرية خلل، التابعة لعزلة بني عمر بمديرية يريم إحدى مديريات محافظة إب في الجمهورية اليمنية.، بلغ تعداد سكانها 30 حسب تعداد اليمن لعام 2004.